# استان منوبه
استان منوبه (به عربی: ولایة منوبة) یکی از بیست و چهار استان‌های تونس است.

## خصوصیات
استان منوبه ۱٬۱۳۷ کیلومترمربع مساحت و طبق سرشماری ۲۰۱۴ تونس ۳۷۹٬۵۱۸ نفر جمعیت دارد.